# Monnina ebracteata
Monnina ebracteata är en jungfrulinsväxtart som beskrevs av Ramón Alejandro Ferreyra. Monnina ebracteata ingår i släktet Monnina och familjen jungfrulinsväxter. Inga underarter finns listade i Catalogue of Life.